# Kamnaskires II. Nikephoros

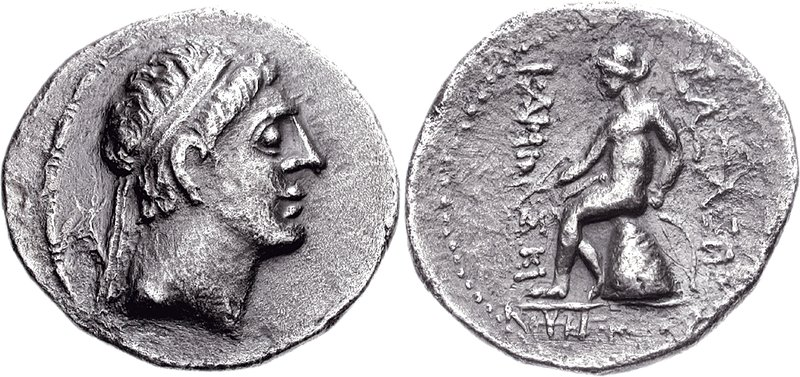
Tetradrachme des Kamnaskires II. Nikephoros

Kamnaskires II. Nikephoros  war ein König der Elymais, der um 145–139 v. Chr. regierte. Dies ist die Zeit, in der sich das seleukidische Reich in einer Phase der Auflösung befand. In verschiedenen Provinzen erhoben sich lokale Statthalter zu Königen und versuchten eigene Reiche zu etablieren. Kamnaskires war einer von ihnen.
Kamnaskires II. ist vor allem von seinen Münzprägungen bekannt. Sein genauer Herrschaftsbereich ist unbekannt, doch wurde vermutet, dass er auch in Medien regierte, da vielleicht Münzen in Ekbatana geprägt wurden. Zeitweise beherrschte er auch Susa.
Seine Münzen haben griechische Legenden und folgen seleukidischen Vorbildern. Sie zeigen auf der Vorderseite einen jungen bartlosen Mann und auf der Rückseite einen jungen Gott, vielleicht Apollon. Seltener sind Prägungen mit anderen Motiven auf der Rückseite, so findet man das Bild einer Göttin (Artemis/Ischtar?), einen Pferdekopf, einen Anker, einen Dreifuß, ein Füllhorn, einen Adler, Bogen und Pfeile oder Nike. Aus den Astronomischen Tagebüchern aus Babylon ist bekannt, dass Kamnaskires II. im Jahr 145 v. Chr. in Babylonien plündernd umherzog. Ein seleukidischer Gegenangriff erfolgte nach dieser Quelle im Juni/Juli 144 v. Chr. Im Jahr 141 v. Chr. konnte der Herrscher jedoch wieder in Babylonien einfallen. Der Ausgang dieses Feldzuges ist nicht überliefert, doch erfährt man, dass sogar die Bewohner von Seleukia unter Angst vor den Truppen der Elymais litten. Zum Ende des Herrschers ist nichts bekannt. Es ist möglich, dass er mit Kamnaskires I. Soter identisch ist und im Laufe seiner Herrschaft seinen Beinamen änderte.